# 日本の貨物列車 (雑誌)
『日本の貨物列車』（にほんのかもつれっしゃ）は、アシェット・コレクションズ・ジャパンから発行されているNゲージレイアウト製作を目的とした分冊百科である。

## 概要
各号に冊子と車両やレール、ストラクチャーが附属しており、全号購入すると、Nゲージレイアウトが製作できる。
2013年9月25日に創刊され、2017年12月20日まで全220号が刊行された。毎週水曜日発売。価格は創刊号が490円、それ以降は1790円の予定だったが、28号から消費税率引き上げにより1841円に変わった。

## コーナー
今号の貨車
貨車の各形式・仕様について、その特徴や諸元などを解説する。
貨物機関車
貨物列車を牽引する機関車を紹介する。
貨物路線と貨物駅
各地の貨物路線・貨物駅の成り立ちや特徴、変還を紹介する。
貨物物語～昭和の記憶
昭和の貨物列車・貨物輸送のエピソードを紹介する。
貨物鉄道入門
貨車の形式・種類などを解説する。
組み立てガイド
各号に付属する部品の組み立て方を説明する。
貨物鉄道史
貨物列車の歴史を紹介する。

## バインダー
1個につき14冊綴じられる。価格は2冊セットで916円である。

## 購読特典
2013年10月8日までに定期購読を申し込むと、第2号と一緒に「特製ピンバイスセット」、第3号と一緒に「Nゲージサイズ ミニチュア 20t 貨車移動機（国鉄カラー・ディスプレイモデル）」が届けられる。

## その他
公式サイトでは、下記のNゲージ車両を組み合わせて購入することができる。価格は3台セットが4500円、5台セットが6500円。
- 01号 ワム70000形
- 02号 トラ35000形
- 04号 タキ25000形
- 06号 レ7000形
- 10号 カ3000形
- 14号 トラ40000形
- 18号 タキ2100形
- 22号 タム2300形